# 荣誉谷
荣誉谷（阿塞拜疆语: Fəxri Xiyaban）是位于巴库的一个公共墓地和纪念地。这里埋葬着有声望的阿塞拜疆人和阿塞拜疆接纳的侨民，包括总统蓋達爾·阿利耶夫及其妻子扎里法·阿利耶娃、一些著名的科学家和艺术家等。总共有242个墓。该谷于1948年8月28日由阿塞拜疆苏维埃社会主义共和国内阁会议下令建造。